# Вилаят Идель-Урал
Вилаят Идель-Урал — исламистская организация, ставившая своей целью создание исламского государства на территории Поволжья и Урала.

## История
В 2010 году амир Имарата Кавказ Доку Умаров объявил о создании вилаята Идель-Урал, которому была принесена присяга. В ноябре того же года появился одноимённый сайт, на котором было опубликовано заявление, в котором говорилось, что территорией вилаята является «вся территория сегодняшней активно демонтируемой Русни, не являющаяся Имаратом Кавказ и другими вилаятами Имарата Кавказ, на которые уже заявлены права мусульман, ведущих Священную освободительную войну с оккупантами в лице кафиров».
В ноябре 2010 года российские силовики ликвидировали группу моджахедов в Татарстане, в чьём распоряжении было огнестрельное оружие, включая гранатомёты. Группа пыталась закрепиться в Татарстане.
В декабре 2012 года амиром вилаята стал некий Абдуллах. В своей речи он известил о том, что земли вилаята должны быть «освобождены» от Астрахани до Урала.

## Активность
Группировка взяла на себя ответственность за убийство двоих сотрудников ФСБ в Москве, подрыв газопровода в Подмосковье и поезда под Краснодаром в ноябре 2012 года.
В июле 2012 года был убит заместитель муфтия Татарстана Валиулла Якупов.
В октябре 2012 года в Казани второй амир вилаята Абу Муса взорвал себя и майора ФСБ Сергея Ашихмина в Казани.
Организация, предположительно, стоит за участием в бое в Нурлатском в районе.

## Амиры
Первым амиром был Мухаммед, скончавшийся от болезни. Мухаммедом, вероятнее всего, был Раис Мингалеев. Вторым амиром был Абу Муса, вероятнее всего Роберт Валеев, погибший в ходе подрыва себя и сотрудника ФСБ. Третьим амиром стал некий Абдуллах.